# A guerra para acabar com a guerra

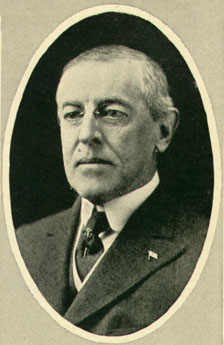
O presidente Woodrow Wilson, a pessoa com quem a frase é frequentemente associada.

"A guerra para acabar com a guerra", também "a guerra para acabar com todas as guerras", (em inglês: The war to end war) foi um bordão usado para a Primeira Guerra Mundial pela civilização liberal de então. Originalmente idealista, atualmente é utilizado, principalmente, de uma forma depreciativa.

## Origem
Em agosto de 1914, imediatamente após a eclosão da guerra, o autor britânico e comentarista social, H. G. Wells, publicou diversos artigos em jornais de Londres, que posteriormente surgiram como um livro intitulado The War That Will End War. Wells responsabilizou as Potências Centrais pela vinda da guerra, e argumentou que somente a derrota do militarismo alemão poderia pôr um fim à guerra. Wells usou a forma mais curta, "a guerra para acabar com a guerra", em In the Fourth Year (1918), onde observou que a frase tinha "entrado em circulação" no segundo semestre de 1914. De fato, se tornou um dos bordões mais comuns da guerra.
Nos anos posteriores, o slôgane foi associado a Woodrow Wilson, apesar de Wilson tê-lo usado somente uma vez. Juntamente com a frase "tornar o mundo seguro para a democracia", ela encarna convicção de Wilson de que a entrada dos Estados Unidos na guerra era necessária para preservar a liberdade humana.

## Uso posterior
Mesmo durante a Primeira Guerra Mundial, a frase foi utilizada com um certo grau de ceticismo: David Lloyd George é conhecido por ter dito, "Esta guerra, como a próxima guerra, é uma guerra para acabar com a guerra" Quando se tornou evidente que a guerra não tinha conseguido acabar com a guerra, a frase assumiu um tom mais cínico. O Marechal de Campo Archibald Wavell disse com desânimo na Conferência de Paz de Paris: "Depois da 'guerra para acabar com a guerra', parece que foram muito bem-sucedidos em Paris, fazendo a 'paz para acabar com a paz'.". O próprio Wells utilizou a frase de forma irônica no romance, The Bulpington of Blup (1932). Walter Lippmann escreveu na Newsweek em 1967, "a ilusão é que todas as guerras que estamos lutando são a guerra para acabar com a guerra", embora Richard Nixon, em seu discurso Silent Majority, disse: "Eu não digo que a guerra no Vietnã é a guerra para acabar com as guerras".